# Szokoly Endre
Szokoly Endre, 1917-ig Schwarcz (Budapest, 1902. július 29. – Budapest, 1978. április 8.) újságíró, műfordító, szerkesztő.

## Élete
Szokoly (Schwarcz) Gotlieb Géza (1853–1925) földbirtokos és Sapirer Regina (1869–1923) gyermekeként született zsidó családban. Középiskolai tanulmányait szülővárosában végezte. Az 1920-as években a Kis Újság, 1930-tól a Magyarság külső munkatársaként dolgozott. Ezekben az években került közeli kapcsolatba a Független Kisgazda-, Földmunkás- és Polgári Párt vezetőségével. 1935 és 1939 között a Mai Nap munkatársa volt, majd az első zsidótörvény után családjával elhagyta az országot. Néhány hónapot Európában töltött, majd bejárta Dél-Amerika több országát és végül Bolíviában telepedett le, ahol farmerként marhakereskedésből élt. 1946-ban az FKgP kérésére visszatért Magyarországra. 1946–49-ben a Regényújság című hetilap felelős szerkesztője volt. A lap megszűnése után egy évtizedig műfordítóként működött, az Európa és a Gondolat Kiadó számára fordította Blasco Ibáñez, Lope de Vega műveit és a spanyol pikareszk regényeket. Nyugdíjazásáig a Magyarország és a Pest Megyei Hírlap munkatársa.
Felesége Szekeres Blanka volt, Szekeres Gyula és Grünwald Mária lánya, akit 1935. december 30-án vett nőül.
A budapesti Farkasréti temetőben helyezték végső nyugalomra.

## Főbb művei
- 48-as Kossuth évkönyv (szerk.; Budapest, 1947)
- Hét év Bolíviában (Budapest, 1958)
- … és Gömbös Gyula a kapitány (korrajz és krónika, Budapest, 1960)

## Díjai, elismerései
- Szocialista Kultúráért (1960)